# Saison 1 de Homeland
Chronologie
Saison 2
Cet article présente les douze épisodes de la première saison de la série télévisée américaine Homeland.

## Généralités
Le dernier épisode de la saison, qui a une durée de 90 minutes, sera diffusé en deux parties lors de sa diffusion francophone,.

## Synopsis
Carrie Mathison — un agent de la CIA qui cache ses troubles bipolaires — obtient un renseignement crucial d'un informateur sur le point d'être exécuté par le gouvernement irakien: d'après lui, un prisonnier de guerre américain aurait été retourné par Al-Qaïda et serait sur le point de commettre un attentat sur le sol américain. Quelques mois plus tard, une opération commando en 2011 libère le sergent Nicholas Brody, un Marine américain qui était retenu captif par le chef d'Al-Qaïda Abu Nazir comme prisonnier de guerre depuis 2003. Carrie est rapidement convaincue qu'il s'agit du traître dont parlait son informateur et qu'il pose dès lors un risque majeur pour la sécurité nationale. Commence alors un jeu du chat et de la souris entre l'agent de la CIA et le Marine, chacun s'efforçant de découvrir les secrets de l'autre...

## Distribution

### Acteurs principaux
- Claire Danes (V. F. : Caroline Victoria) : Carrie Mathison, agent de la CIA
- Damian Lewis (V. F. : Jean-Pierre Michaël) : sergent Nicholas Brody
- Mandy Patinkin (V. F. : Patrick Floersheim) : Saul Berenson, supérieur de Carrie
- Morena Baccarin (V. F. : Laurence Bréheret) : Jessica Brody, épouse du sergent Brody
- David Harewood (V. F. : Daniel Lobé) : David Estes, directeur du centre antiterroriste de la CIA
- Morgan Saylor (V. F. : Camille Donda) : Dana Brody, fille du sergent Brody
- Diego Klattenhoff (V. F. : Sébastien Desjours) : major Mike Faber, ancien supérieur du sergent Brody
- Jackson Pace (V. F. : Gwenaël Sommier) : Chris Brody, fils du sergent Brody

### Acteurs récurrents
- Jamey Sheridan (V. F. : Jean-Bernard Guillard) : William Walden, le vice-président des États-Unis
- Navid Negahban (V. F. : Omar Yami) : Abu Nazir
- Chris Chalk (V. F. : Namakan Koné) : Tom Walker
- Amy Hargreaves (V. F. : Christèle Billault) : Maggie Mathison
- Amir Arison : Farid Bin Abbud
- David Marciano (V. F. : Philippe Catoire) : Virgil
- Maury Sterling (V. F. : Jean-Christophe Clément) : Max
- Marin Ireland (V. F. : Sophie Arthuys) : Aileen Morgan
- Sarita Choudhury (V. F. : Françoise Vallon) : Mira Berenson
- Linda Purl (V. F. : Catherine Davenier) : Elizabeth Gaines

### Invités
- Omid Abtahi (V. F. : Stanislas Forlani) : Raqim Faisel
- Afton Williamson (V. F. : Marie-Christine Robert) : Helen Walker
- Brianna Brown (V. F. : Laura Blanc) : Lynne Reed
- James Rebhorn (V. F. : Michel Laroussi) : Frank Mathison
- Charles Borland (en) (V. F. : François Lescurat) : Sanders
- Adam Boyer (V. F. : Sam Salhi) : Dan
- Hrach Titizian (V. F. : Alexandre Gillet) : Danny Galvez
- Taylor Kowalski (V. F. : Alexandre Guansé) : Xander

## Production
Le 19 septembre 2010, Showtime a commandé un pilote de la série et le place comme une priorité de production. Howard Gordon, Alex Gansa et Gideon Raff ont écrit le scénario du pilote et Michael Cuesta l'a réalisé.

### Tournage
La saison a été tournée à Charlotte, en Caroline du Nord, aux États-Unis mais aussi en Virginie et à Washington DC.

### Diffusions
- La série est diffusée depuis le 2 octobre 2011 sur Showtime aux États-Unis et simultanément sur Super Channel au Canada.
- La diffusion francophone va se dérouler ainsi :
En France et en Suisse :
  - depuis le 13 septembre 2012[8] sur Canal+[9] ;
  - depuis le 21 octobre 2013 en clair sur D8[10] ;

En Suisse, à partir du 23 septembre 2012 sur RTS Un à raison de deux épisodes par semaine[11] ;
Au Québec, depuis le 11 septembre 2012 sur Télé-Québec[12] ;
En Belgique, à partir du 24 février 2013 sur RTL-TVI[13].

## Liste des épisodes
1. Le Retour
2. Étroite surveillance
3. Dans le rang
4. Toujours fidèle
5. Angle mort
6. Aveux
7. Le Week-end
8. Le Talon d’Achille
9. Tirs croisés
10. L'Appât
11. Obsessions
12. Électrochocs, première partie
13. Électrochocs, deuxième partie

### Épisode 1:Le Retour
- États-Unis : 2 octobre 2011 sur Showtime
- Québec : 11 septembre 2012 sur Télé-Québec[14]
- France et  Suisse : 
  - 13 septembre 2012 sur Canal+[8],[2]
  - 21 octobre 2013 sur D8
- Suisse : 23 septembre 2012 sur RTS Un[11]
- Belgique : 24 février 2013 sur RTL-TVI[15]

- États-Unis : 1,08 million de téléspectateurs[16] (première diffusion)
- France : 1,3 million de téléspectateurs (première diffusion sur Canal+)
- France : 904 000 téléspectateurs[17] (première diffusion sur D8)

### Épisode 2:Étroite surveillance
- États-Unis : 9 octobre 2011 sur Showtime
- France et  Suisse : 
  - 13 septembre 2012 sur Canal+[2]
  - 21 octobre 2013 sur D8
- Québec : 18 septembre 2012 sur Télé-Québec
- Suisse : 23 septembre 2012 sur RTS Un[11]
- Belgique : 24 février 2013 sur RTL-TVI[15]

- États-Unis : 938 000 téléspectateurs[18] (première diffusion)
- France : 1,3 million de téléspectateurs (première diffusion, sur Canal+)
- France : 950 000 téléspectateurs[17] (première diffusion sur D8)

### Épisode 3:Dans le rang
- États-Unis : 16 octobre 2011 sur Showtime
- France et  Suisse : 
  - 13 septembre 2012 sur Canal+[2]
  - 21 octobre 2013 sur D8
- Québec : 25 septembre 2012 sur Télé-Québec
- Suisse : 30 septembre 2012 sur RTS Un[19]
- Belgique : 24 février 2013 sur RTL-TVI[15]

- États-Unis : 1,08 million de téléspectateurs[20] (première diffusion)
- France : 1,3 million de téléspectateurs (première diffusion sur Canal+)
- France : 770 000 téléspectateurs[17] (première diffusion sur D8)

### Épisode 4:Toujours fidèle
- États-Unis : 23 octobre 2011 sur Showtime
- France et  Suisse : 
  - 20 septembre 2012 sur Canal+[2]
  - 28 octobre 2013 sur D8
- Suisse : 30 septembre 2012 sur RTS Un[19]
- Québec : 2 octobre 2012 sur Télé-Québec
- Belgique : 26 février 2013 sur RTL-TVI[15]

- États-Unis : 1,1 million de téléspectateurs[21] (première diffusion)
- France : 844 000 téléspectateurs[22] (première diffusion sur D8)

### Épisode 5:Angle mort
- États-Unis : 30 octobre 2011 sur Showtime
- France et  Suisse : 
  - 20 septembre 2012 sur Canal+[2]
  - 28 octobre 2013 sur D8
- Suisse : 7 octobre 2012 sur RTS Un[23]
- Québec : 9 octobre 2012 sur Télé-Québec
- Belgique : 26 février 2013 sur RTL-TVI[15]

- États-Unis : 1,28 million de téléspectateurs[24] (première diffusion)
- France : 805 000 téléspectateurs[22] (première diffusion sur D8)

### Épisode 6:Aveux
- États-Unis : 6 novembre 2011 sur Showtime
- France et  Suisse : 
  - 27 septembre 2012 sur Canal+[2]
  - 4 novembre 2013 sur D8
- Suisse : 7 octobre 2012 sur RTS Un[23]
- Québec : 16 octobre 2012 sur Télé-Québec
- Belgique : sur RTL-TVI

- États-Unis : 1,33 million de téléspectateurs[25] (première diffusion)

### Épisode 7:Le Week-end
- États-Unis : 13 novembre 2011 sur Showtime
- France et  Suisse : 
  - 27 septembre 2012 sur Canal+[2]
  - 4 novembre 2013 sur D8
- Suisse : 14 octobre 2012 sur RTS Un[26]
- Québec : 23 octobre 2012 sur Télé-Québec

- États-Unis : 1,42 million de téléspectateurs[27] (première diffusion)

### Épisode 8:Le Talon d’Achille
- États-Unis : 20 novembre 2011 sur Showtime
- France et  Suisse : 
  - 4 octobre 2012 sur Canal+[2]
  - 11 novembre 2013 sur D8
- Suisse : 14 octobre 2012 sur RTS Un[26]
- Québec : 30 octobre 2012 sur Télé-Québec

- États-Unis : 1,2 million de téléspectateurs[28] (première diffusion)

### Épisode 9:Tirs croisés
- États-Unis : 27 novembre 2011 sur Showtime
- France et  Suisse : 
  - 4 octobre 2012 sur Canal+[2]
  - 11 novembre 2013 sur D8
- Suisse : 21 octobre 2012 sur RTS Un[29]
- Québec : 6 novembre 2012 sur Télé-Québec

- États-Unis : 1,35 million de téléspectateurs[30] (première diffusion)

### Épisode 10:L'Appât
- États-Unis : 4 décembre 2011 sur Showtime
- France et  Suisse : 
  - 11 octobre 2012 sur Canal+[2]
  - 18 novembre 2013 sur D8
- Suisse : 21 octobre 2012 sur RTS Un[29]
- Québec : 13 novembre 2012 sur Télé-Québec

- États-Unis : 1,22 million de téléspectateurs[31] (première diffusion)
- France : 1,2 million de téléspectateurs (première diffusion sur Canal+)

### Épisode 11:Obsessions
- États-Unis : 11 décembre 2011 sur Showtime
- France et  Suisse : 
  - 11 octobre 2012 sur Canal+[2]
  - 18 novembre 2013 sur D8
- Suisse : 28 octobre 2012 sur RTS Un[3]
- Québec : 20 novembre 2012 sur Télé-Québec

- États-Unis : 1,32 million de téléspectateurs[32] (première diffusion)

### Épisode 12:Électrochocs, première partie
- États-Unis : 18 décembre 2011 sur Showtime
- France et  Suisse : 
  - 18 octobre 2012 sur Canal+[2]
  - 25 novembre 2013 sur D8
- Suisse : 28 octobre 2012 sur RTS Un[3]
- Québec : 27 novembre 2012 sur Télé-Québec

- États-Unis : 1,71 million de téléspectateurs[33] (première diffusion)

### Épisode 13:Électrochocs, deuxième partie
- États-Unis : 18 décembre 2011 sur Showtime
- France et  Suisse : 
  - 18 octobre 2012 sur Canal+[2]
  - 25 novembre 2013 sur D8
- Suisse : 28 octobre 2012 sur RTS Un[3]
- Québec : 4 décembre 2012 sur Télé-Québec[34]

- États-Unis : 1,71 million de téléspectateurs[33] (première diffusion)